# 군남홍수조절지

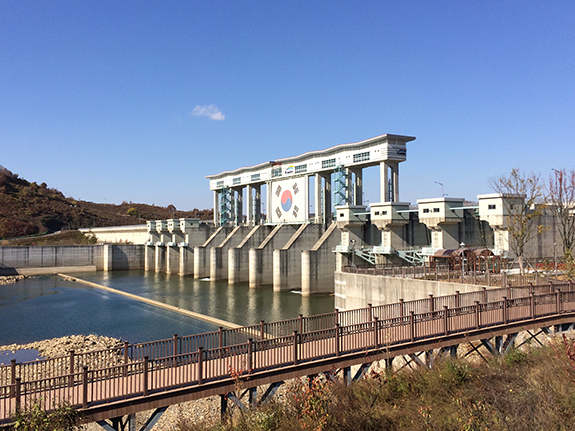
군남홍수조절지(앞에 보이는 대형 태극기는 철거되었다.

군남홍수조절지 또는 군남댐는 한탄강 합류점 약 12km 상류의 임진강 본류에 위치한 대한민국에서 최초로 건설된 홍수조절 전용 단일목적댐이다. 2006년 10월 착공되어 2010년 6월 30일 완공되었다. 콘크리트 중력댐으로 댐 규모는 높이 26m, 길이 658m, 총저수량 7,160만t이다.

## 역사
임진강 유역은 1996년부터 1998년까지 연속적인 게릴라성 집중호우로 유역 내의 경기도 파주시, 양주시, 동두천시, 포천시, 연천군과 강원도 철원군 일대에 사망 및 실종 116명, 이재민 3만 1439명, 재산피해 9,006억원에 이르는 막대한 수해가 발생했다. 2002년 3월 건설교통부는 2008년까지 총 1조 6180억원을 투자하는 ‘임진강수계 수해방지 종합대책’을 최종 확정하였으며, 대책으로 군남홍수조절지, 한탄강댐, 천변저류지 등을 건설하여 홍수량을 조절하고 배수펌프장을 신설하여 홍수피해를 경감하는 계획이었다.
군남댐 공사가 진행중이던 2009년 9월 북한이 황강댐 물을 무단 방류해 경기도 연천에서 6명이 숨지는 사고가 발생하기도 했다. 그 여파로 당초 2011년 8월 완공시기를 1년 앞당겨서 2010년 6월말에 준공했다.